# Timonius sylvestris
Timonius sylvestris är en måreväxtart som beskrevs av Spencer Le Marchant Moore. Timonius sylvestris ingår i släktet Timonius och familjen måreväxter. Inga underarter finns listade i Catalogue of Life.